# Kastav
Kastav és una ciutat de Croàcia que es troba al comtat de Primorje - Gorski Kotar, al nord-oest del país. Està construït dalt d'un turó de 377 metres que domina el golf de Kvarner. El 2011 tenia 10.440 habitants.